# Ponte Edgar Cardoso
Die Ponte Edgar Cardoso, auch Ponte da Figueira da Foz genannt, ist die einzige Brücke, die in der portugiesischen Küstenstadt Figueira da Foz über den Fluss Mondego führt.

## Beschreibung

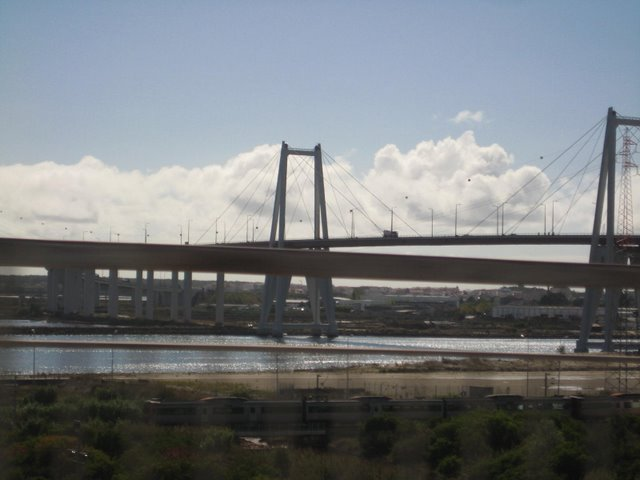
Ansicht bei der Einfahrt in die Stadt von Osten

Die vierspurige Straßenbrücke verbindet das nördlich des Flusses gelegene Stadtzentrum mit den südlichen Stadtteilen Cova und Gala, die im Gebiet der Gemeinde São Pedro liegen, und dem dortigen Krankenhaus der Stadt. Sie ist außerdem ein Teil der in nord-südlicher Richtung verlaufenden Nationalstraße N109. Die nördliche Zufahrtsrampe der Brücke überquert neben dem Fluss auch die Eisenbahngleise vor dem nahegelegenen Bahnhof Figueira da Foz, in dem die Linha do Oeste endet, sowie eine örtliche Straße und die Hafenanlagen am Kai.
Das insgesamt 1421 m lange Bauwerk besteht aus einer 405 m langen Schrägseilbrücke, der nördlichen, 315 m langen Zufahrtsrampe mit ihrem 46 langen Widerlager und der südlichen, 630 m langen Rampe mit ihrem 25 m langen Widerlager.
Die Brücke hat zwei Fahrspuren in jede Richtung, die von Leitplanken in der Mitte getrennt sind. An beiden Seiten sind 2 m breite Gehwege angeordnet. Die Brücke ist insgesamt 20,6 m breit. Sie überquert den Fluss in rund 40 m Höhe.

### Schrägseilbrücke
Die Schrägseilbrücke hat eine mittlere Öffnung mit einer Spannweite von 225 m und zwei seitliche Öffnungen mit Spannweiten von 90 m.
Die beiden 85 m hohen Pylone werden durch je zwei rechteckige Betonpfeiler an beiden Seiten des Fahrbahnträgers gebildet, die sowohl in Längsrichtung zueinander als auch zur Brückenmitte hin leicht geneigt sind, so dass sie eine gemeinsame Spitze bilden. Diese Spitzen sind quer zur Fahrbahn durch einen schlichten Querbalken aus Stahlbeton versteift. Unter dem Fahrbahnträger und knapp über der Wasserfläche sind alle vier Pfeiler durch einen Betonrahmen miteinander verbunden.
Der Fahrbahnträger besteht aus einer 2 m hohen Stahl-Fachwerkkonstruktion mit einer dünnen Decke aus bewehrtem Beton. Er wird von büschelförmig an den Spitzen der Pylone verankerten Seilen getragen, wobei an den beiden Seiten eines Pylons jeweils drei Seile in beide Richtungen zum Fahrbahnträger gespannt sind. Die Seile sind an beiden Seiten des Fahrbahnträgers im Abstand von jeweils 30 m befestigt. Der mittlere, durch Dehnfugen getrennte Teil ist ein eigenständiger Bauteil, der auf den Enden der an den Seilen befestigten Träger aufliegt.

### Zufahrtsrampen
Die Zufahrtsrampen sind Spannbetonbrücken, die mit Spannweiten von jeweils 45 m auf schlanken Betonpfeilern lagern, die unter dem Fahrbahndeck durch Querriegel versteift sind. Die Plattenbalkenbrücken sind sowohl in Längs- als auch in Querrichtung durch Betonbalken versteift. Die nördliche, geradlinig zur Brücke ansteigende Rampe hat 7 Felder, die südliche, einen langen Bogen beschreibende Rampe hat 14 Felder. Die Steigung beträgt maximal 5 %.

## Geschichte
Die Brücke wurde von dem portugiesischen Brückenbauingenieur Edgar Cardoso geplant und nach vierjähriger Bauzeit 1982 eröffnet. Es war die erste Schrägseilbrücke Portugals. Die Baukosten betrugen 1,5 Milliarden Escudos (ca. 7,5 Millionen Euro). Zunächst hieß sie, wie ihre Vorgängerin, lediglich Ponte da Figueira da Foz (dt.: Brücke von Figueira da Foz), da sie die einzige Brücke über den Mondego in der Stadt war.
Ihre Vorgängerin war eine 1907 eröffnete, niedrige Eisenbrücke mit 16 Pfeilern, die in jeder Fahrtrichtung nur eine Spur hatte. Sie stand weiter westlich nahe am Bahnhof. Nachdem sie das gestiegene Verkehrsaufkommen nicht mehr aufnehmen konnte und den angrenzenden Frachthafen einschränkte, wurde sie durch die neue Brücke ersetzt und abgerissen.
Von 2003 bis 2005 wurden in einem 14 Millionen Euro teuren Projekt durch die Firma Soares da Costa umfangreiche Sanierungs- und Umbaumaßnahmen vorgenommen, im Zusammenhang mit dem Bau der Anschlüsse an die neue Autobahn A17 und die ausgebauten Fernstraßen, aber auch zur Ausstattung mit neuer Technik. Zu dem Zeitpunkt erhielt die Brücke ihren heutigen Namen, in Erinnerung an ihren im Jahr 2000 verstorbenen Erbauer, der durch viele weitere Brücken bekannt geworden ist (etwa der Ponte da Arrábida in Porto). Im Alltag wird sie jedoch häufig weiter mit ihrem alten Namen benannt.